# Блек-Лейк (трубопровід для ЗВГ)
Блек-Лейк (трубопровід для ЗВГ) — трубопровід на півдні США для транспортування нефракціонованої суміші зріджених вуглеводневих газів (ЗВГ) з північного заходу Луїзіани та південного сходу Техасу.
Трубопровід призначений для вивезення ЗВГ з цілого ряду газопереробних заводів (Мінден, Ада, Коттон-Воллей, Дубах та інші) до техаського надпотужного центру фракціонування Монт-Белв'ю. Його довжина становить 315 миль, а добова пропускна здатність — 80 тисяч барелів на добу (при цьому ще на початку 2010-х цей показник зазначався як 40 тисяч барелів).
Окрім постачання ЗВГ до Монт-Белв'ю, трубопровід може передавати ЗВГ до системи Cajun Sibon, котра сполучає Техас з рядом установок фракціонування на півдні Луїзіани.